# Milton Selzer

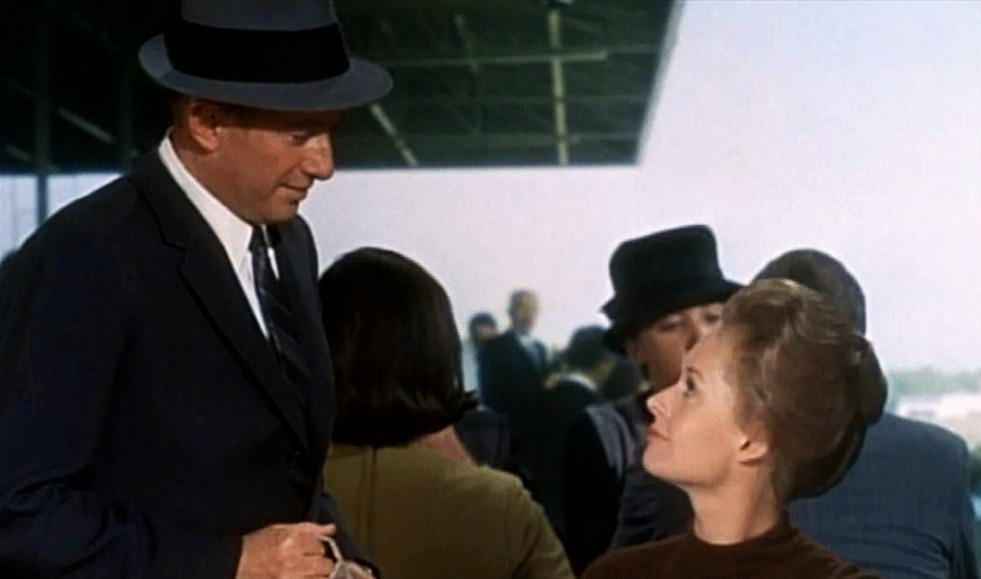
Milton Selzer und Tippi Hedren in Marnie, 1964

Milton Selzer (* 25. Oktober 1918 in Lowell, Massachusetts; † 21. Oktober 2006 in Oxnard, Kalifornien) war ein US-amerikanischer Schauspieler.

## Leben
Milton Selzer verbrachte seine Kindheit in Portsmouth (New Hampshire). Nach dem Abschluss an der dortigen High School besuchte er die Universität von New Hampshire. Im Zweiten Weltkrieg leistete er seinen Dienst. Nach dem Krieg ging er nach New York um sich an der  American Academy of Dramatic Arts und der  The New School auszubilden. Seine Karriere auf der Bühne begann mit kleinen Rollen auf den Broadway, später im Film und Fernsehen.
Nachdem er 1960 nach Hollywood gezogen war, etablierte er sich dort als Darsteller vieler Nebenrollen in Film und Fernsehen. In Alfred Hitchcocks Marnie (1964) spielte er in einer kurzen Rolle einen aufdringlichen Besucher einer Rennbahn, einen größeren Auftritt hatte er in dem Slasherfilm Blood and Lace (1971) neben Gloria Grahame. Einen bekannten Auftritt hatte Selzer in dem vom Emmy-Preisträger Mel Stuart gedrehten Katastrophenfilm Feuerfalle, der im Jahre 1978 unter dem Namen The Triangel Factory Fire Scandal gedreht und erstmals im deutschen Fernsehen am 7. Mai 1983 im ZDF gesendet wurde. Dort spielt er die Rolle des Mr. Levin, der mit seiner Familie aus Polen in die USA eingewandert ist. Bis in die 1990er-Jahre wirkte Selzer als Gastdarsteller an diversen bekannten Serien mit.

## Filmografie (Auswahl)
- 1959: Eine Meile Angst (The Last Mile)
- 1961: Asphaltdschungel (The Asphalt Jungle)
- 1961: Die jungen Wilden (The Young Savages)
- 1961: Ein Fall für Michael Shayne (Michael Shayne, Fernsehserie, 1 Folge)
- 1961: Kein Fall für FBI (The Detectives, Fernsehserie, 1 Folge)
- 1961–1962: Chicago 1930 (The Untouchables, Fernsehserie, 4 Folgen)
- 1962: Heute Abend Dick Powell (The Dick Powell Show)
- 1962–1964: Preston & Preston (The Defenders, Fernsehserie, 3 Folgen)
- 1962: Schauplatz Los Angeles (The New Breed, Fernsehserie, 1 Folge)
- 1964: Mission Seaview (Voyage to the Bottom of the Sea)
- 1964: Solo für O.N.K.E.L. (The Man from U.N.C.L.E., Fernsehserie, 1 Folge)
- 1964: Marnie
- 1967: Ein Käfig voller Helden (Hogan’s Heroes; Fernsehserie, Folge Was für ein Skandal!)
- 1972: Lady Sings the Blues
- 1974: Barnaby Jones (Fernsehserie, 1 Folge)
- 1978: Unternehmen Capricorn (Capricorn One)
- 1979: Feuerfalle (The Triangle Factory Fire Scandal)
- 1980: Hebt die Titanic (Raise the Titanic)
- 1980: Unsere kleine Farm (Little House on the Prairie, Fernsehserie, 1 Folge)
- 1981: Das Millionengesicht (The Million Dollar Face)
- 1983: Der Denver-Clan (Dynasty, Fernsehserie, 1 Folge)
- 1983: Polizeirevier Hill Street (Hill Street Blues, Fernsehserie, 2 Folgen)
- 1984: Biete Mutter – suche Vater (The Buddy System)
- 1985: Spiegel (Mirrors)
- 1986: Chefarzt Dr. Westphall (St. Elsewhere, Fernsehserie, 1 Folge)
- 1986: Sid & Nancy (Sid and Nancy)
- 1987: L.A. Law – Staranwälte, Tricks, Prozesse (L.A. Law, Fernsehserie, 3 Folgen)
- 1988: Mörderischer Vorsprung (Shoot to Kill)
- 1994: Sam und Dave – Zwei Ballermänner auf Tauchstation (Last Resort)
- 1995: Cagney & Lacey – Der Tote im Park (Cagney & Lacey: Together Again)